# Bunkier Stalina w Samarze
Bunkier Stalina (ros. Бункер Сталина) – radziecki kompleks podziemnych pomieszczeń w Samarze nad Wołgą w Rosji.

## Historia miejsca
Został zbudowany w 1942 roku w ciągu zaledwie kilku miesięcy. Był przeznaczony jako alternatywna kwatera główna dla radzieckiego dyktatora Józefa Stalina na wypadek zajęcia Moskwy przez Niemców.
Od 1991 roku częściowo udostępniony dla zwiedzających. Mieszczące się w nim muzeum jest jedną z atrakcji turystycznych miasta.

## Galeria

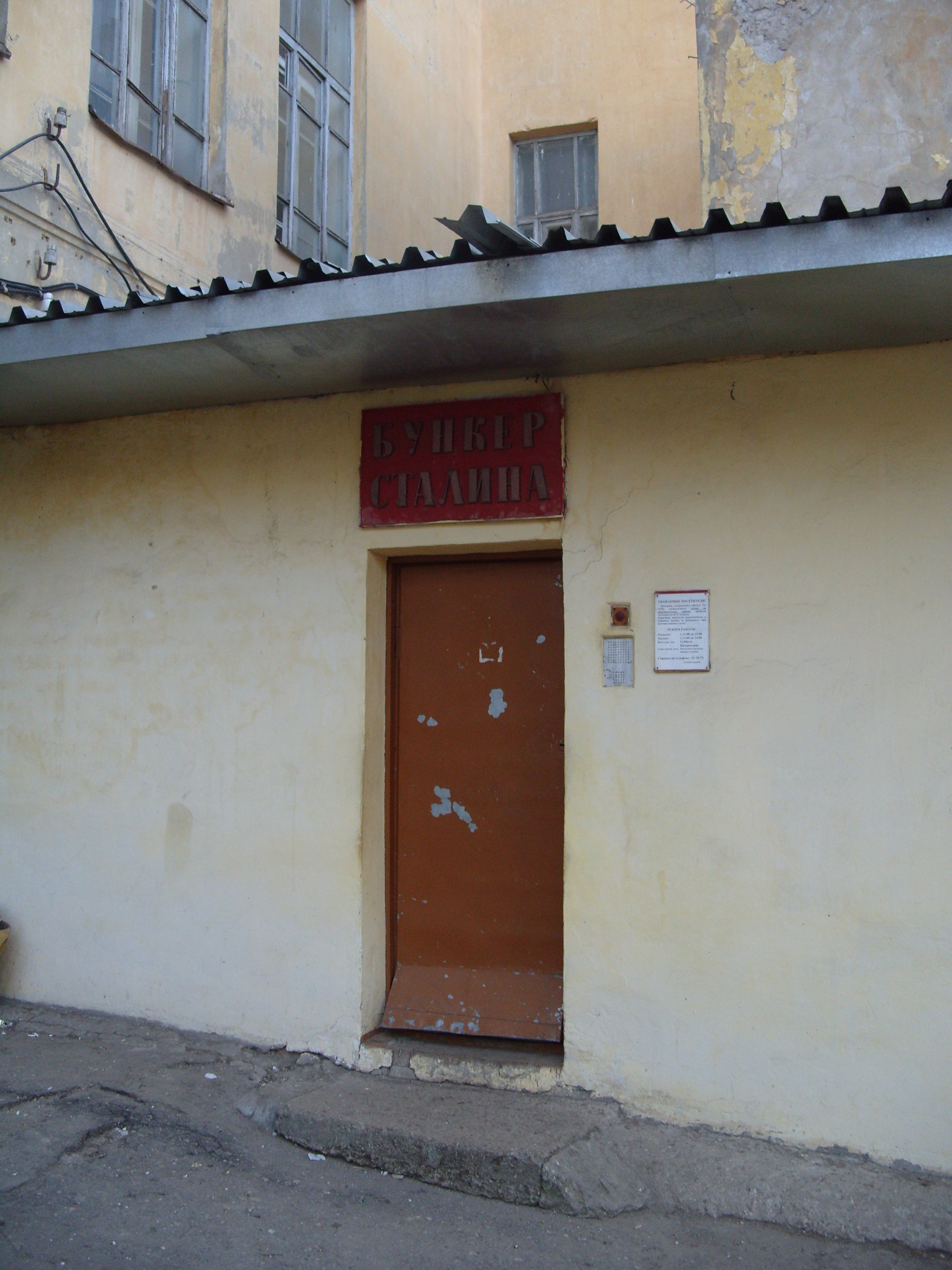
Wejście do bunkra
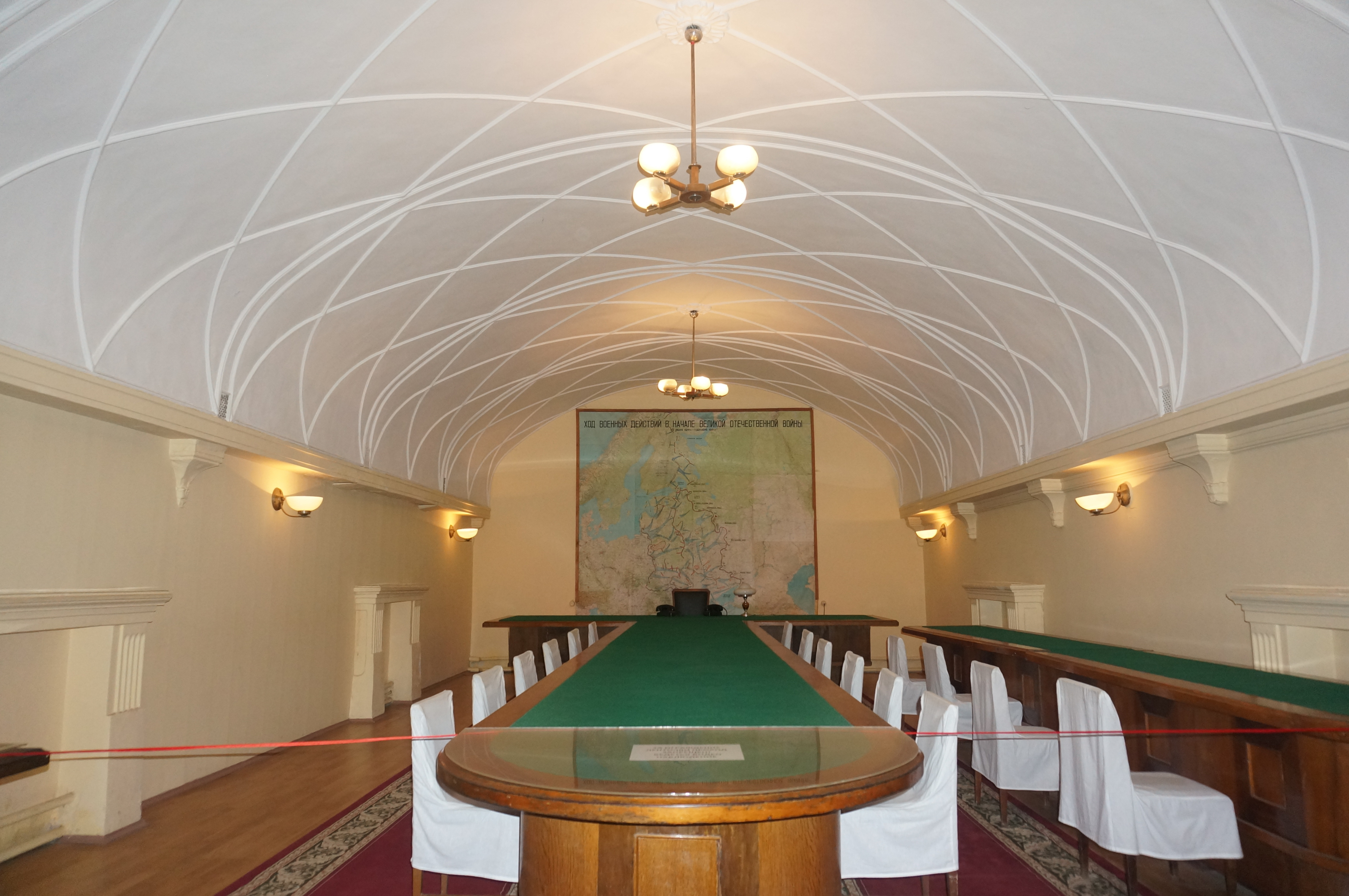
Sala obrad
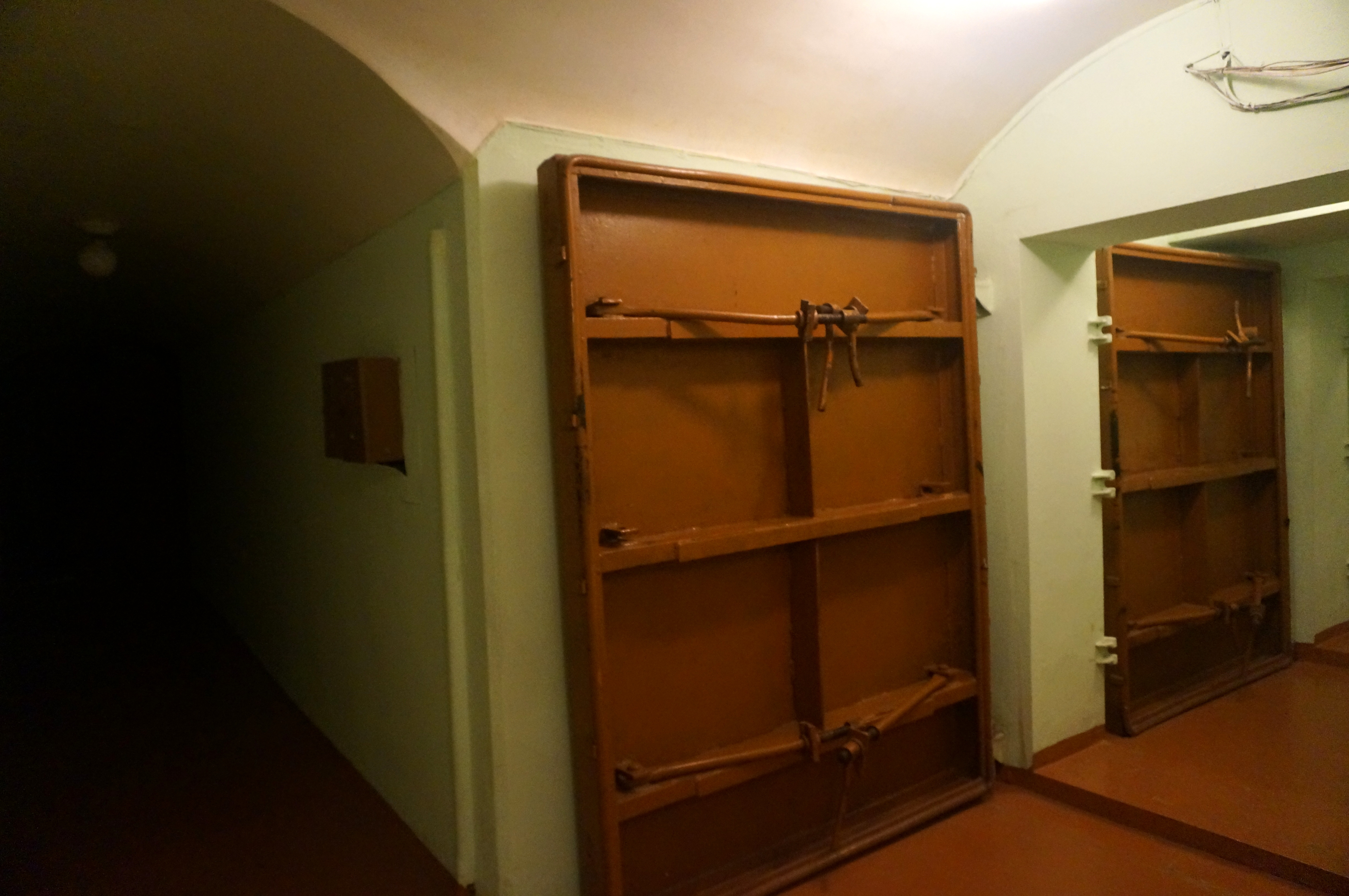
Hermetyczne drzwi
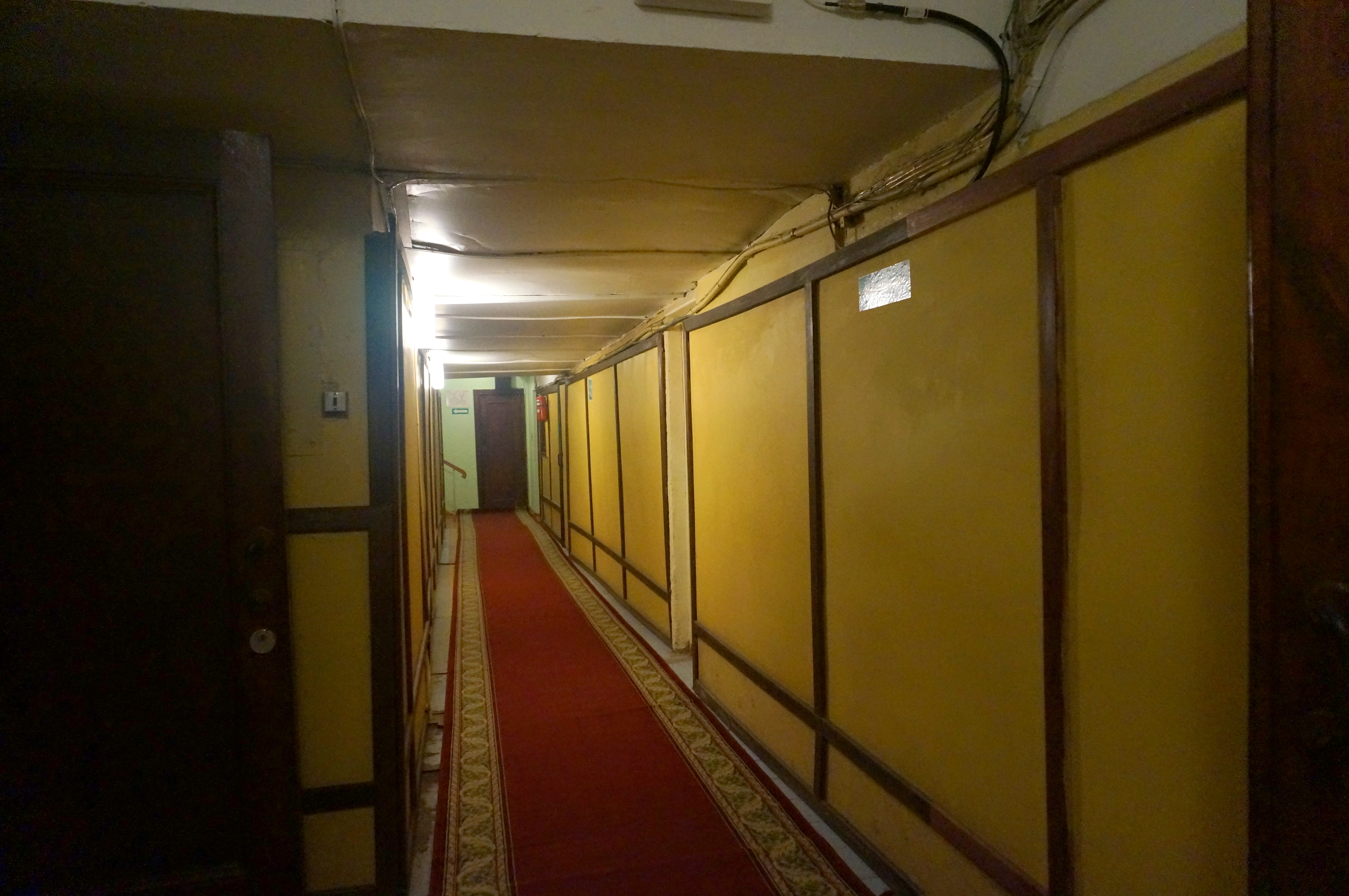
Korytarz w bunkrze